# Джалло
Джа́лло або жовтий фільм (від італ. giallo — «жовтий») — жанровий різновид італійських фільмів жахів (спагеті-хорору) про вбивства, що містять складові слешера, трилера, психологічного горору, сексплуатації та, рідше, надприродне.
Цей особливий стиль італійських детективних фільмів жахів і трилерів зазвичай поєднує в собі обставини і напругу трилера з елементами фантастики жахів (як-то насилля слешера) і еротики (подібно до французького жанру fantastique) та часто зображує таємничого вбивцю, особа і мотиви якого не розкривається аж до заключного акту фільму (прийом саспенсу). Жанр розвинувся в середині-кінці 1960-х років, досяг піку популярності в 1970-х роках і згодом занепав у комерційному кіновиробництві протягом наступних кількох десятиліть. Джалло був попередником пізнішого американського жанру слешерів і мав значний вплив на становлення останнього.

## Витоки жанру
В італійському письменстві джалло — це жанр роману, що включає будь-який літературний жанр, пов'язаний з криміналом і таємницями, з усіма його піджанрами, як-то кримінальна фантастика, детектив, загадкове вбивство або трилер-жахи.
Термін giallo («жовтий») походить від серії детективно-кримінальних романів під назвою Il Giallo Mondadori («Жовтий Мондадорі»), виданих найбільшим італійським видавництвом Mondadori 1929 року, отримавши назву завдяки фірмовому жовтому тлу книжкових оправ. Серія складалася майже виключно з італійських перекладів детективних романів британських й американських письменників, серед яких Аґата Крісті, Еллері Квін, Едґар Воллес, Ед Макбейн, Рекс Стаут, Едґар Аллан По, Реймонд Чандлер тощо.
Успіх романів джалло, виданих у дешевих м'яких обкладинках, незабаром почав привертати увагу інших італійських видавництв, видаючи свої серії та наслідуючи жовті обкладинки. Популярність цих книжкових серій зрештою зробила слово giallo в італійській мові синонімом детективного роману. У розмовній мові і засобах масової інформації в Італії це також стало висловом для загадкових чи нерозкритих справ.

## Особливості
Є сумішшю фільму жаху і детективу. Від першого він перейняв атмосферу дії, від другого — сюжетну модель, де особа вбивці з'ясовується лише на останніх хвилинах фільму. Незмінною ознакою піджанру є маніяк, чиї дії, зовні ірраціональні, все ж мають в основі певну логіку. Жанрові канони були задані у стрічці Маріо Бава «Шість жінок для вбивці» (1964). Вже за рік Тоніно Валері, Ріккардо Фреда та Лучіо Фульчі відзняли свої аналогічні стрічки, остаточно ж затвердив новий жанр Даріо Ардженто, чий «Птах з кришталевим оперенням» (1969) став найкасовішим фільмом року в Італії. Завдяки праці художників-декораторів і гримерів ці фільми виявилися більш кривавими та лякаючими за стрічки США. Кращі джалло поєднують граничну жорстокість з естетикою абсурдизму.
Найвідомішими режисерами італійських жахів, окрім класиків, є зокрема Серджо Мартіно, Умберто Ленці, Руджеро Деодато тощо.

### Музика
Музика є однією з ключових складових унікального характеру жанру. Критик Мейтленд Макдон описує стрічку «Насичено-червоний» (1975) як «приголомшливий вісцеральний досвід… в рівній мірі візуальний… і слуховий». Письменниця Енн Біллсон висловлює: «Звучання джалло типово є п'янкою сумішшю заводної лаунж-музики, нервових дисонансів і свого роду заспокійливого ліризму, яке суперечить тому, як, по суті, воно супроводжує, скажімо, уповільнене обезголовлення»; як приклад вона наводить музику Енніо Морріконе до фільму «Чотири сірі оксамитові мухи» 1971 року. До багатьох відомих саундтреків джалло включають праці інструменталіста Алессандро Алессандроні, його вокальний гурт «I Cantori Moderni» та безсловесні жіночі вокали, часто у виконанні Едди Делл'Орсо або Нори Орланді. Канонічною стала також музика Бруно Ніколаі для фільму «Усі відтінки темряви» (1972). Серед відомих композиторів — Морріконе, Ніколаі та італійський гурт Goblin. Серед інших важливих композиторів, відомих своєю роботою над фільмами джалло, — П'єро Умільяні (музика для «П'ять ляльок для серпневого місяця»), Ріц Ортолані («Дівчина в жовтій піжамі»), Нора Орланді («Дивний порок синьйори Ворд»), Стельвіо Кіпріяні («Ігуана з вогненним язиком») та Фабіо Фріцці («Сім нот у темряві»).

## Історичне тло і розвиток кіножанру
Першим джалло-романом, адаптованим для кіно, став «Листоноша завжди дзвонить двічі» Джеймса М. Кейна, знятий 1943 року Лукіно Вісконті під назвою «Одержимість» (італ. Ossessione). Хоча фільм технічно став першою кіноадаптацією до серії джалло від Мондадорі, його неореалістичний стиль суттєво відрізнявся від стилізованого насильства, якого набудуть наступні стрічки. Наразі «Одержимість» визнано важливою віхою в історії неореалістичного кінематографа, але спершу стрічку було засуджено фашистським урядом і ще майже 20 років по тому не з'являлося нових кіноадаптацій у стилі джалло.
Крім літературної традиції джалло-романів, ранні джалло-фільми також підпали під вплив німецьких фільмів «кримі» (нім. Krimis, скорочення від Kriminalfilm) початку 1960-х років. Ці чорно-білі детективи, виробництва датсько-німецької студії «Rialto Film» та засновані на оповіданнях Едґара Воллеса, зазвичай включали загадкові сюжети-головоломки з пошуками замаскованого винуватця злочину. Дані стрічки визначили перші ключові риси для майбутніх, але вони не містили в собі ті надмірні стилізацію і жорстокість, які згодом стали питомими рисами італійських джалло.
Також висловлено припущення про можливий вплив шведського режисера Арне Маттссона, зокрема його фільму 1958 року «Манекен у червоному». Попри те, що фільм має стилістичні та сюжетні подібності з пізнішими фільмами жанру джалло (особливо у використанні кольору і сюжету з кількома вбивствами), немає прямих доказів того, що пізніші італійські режисери бачили цей фільм.

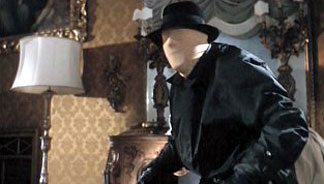
Ґоффредо Унґер (дублер убивці, розкритого наприкінці фільму) у ролі Вбивці в масці зі стрічки «Шість жінок для вбивці» (1964) послужить візуальним зразком стереотипного джалло-вбивці. Кінокритик Тім Лукас зазначав, що зображення у даному фільмі лиходія з «роздвоєнням особистості» є еволюцією антагоніста з розладом особистості у таких фільмах, як «Психо» (1960), з'явившись ще до відомішого використання цього образу у франшизі «Крик». Також Майкл Маккензі зазначив, що приховування статі персонажа стало повторюваним прийомом в інших джалло.

Першим «справжнім» фільмом жанру джалло зазвичай вважається «Дівчина, що знала надто багато» (1963) Маріо Бави. Його назва аллюдує на класичний фільм Альфреда Гічкока «Людина, що знала надто багато» (1934, перезнято Гічкоком 1956 року), підкреслюючи ранній зв'язок між джалло та англо-американськими кримінальними історіями. Попри те, що знятий у чорно-білому стилі і позбавлений запеклого насильства і сексуальності, які стали питомими рисами пізніх джалло, фільму приписують створення основної структури жанру: у ньому молода американська туристка в Римі стає свідком вбивства, її свідчення нехтуються владою та їй належить самій спробувати розкрити особистість убивці. Бава черпав натхнення з традиції німецьких Krimis, а також зі стилю Гічкока, на що вказує власне назва стрічки, а у свою чергу структура фільму послужила основним макетом для багатьох майбутніх джалло.
Наступного року після «Дівчата, яка знала занадто багато» Маріо Бава випустив стильний і значущий для жанру фільм «Шість жінок для вбивці» (1964). Він вніс кілька елементів, які стали клішем для жанру: замаскований переслідувач із блискучою зброєю та в чорних рукавичках, що жорстоко вбиває ряд гламурних моделей. Хоча фільм тоді не приніс фінансового успіху, введені ним прийоми (зокрема знаменитий убивця в рукавичках, провокаційна сексуальність і сміливе використання кольору) стали канонічними для цього жанру.

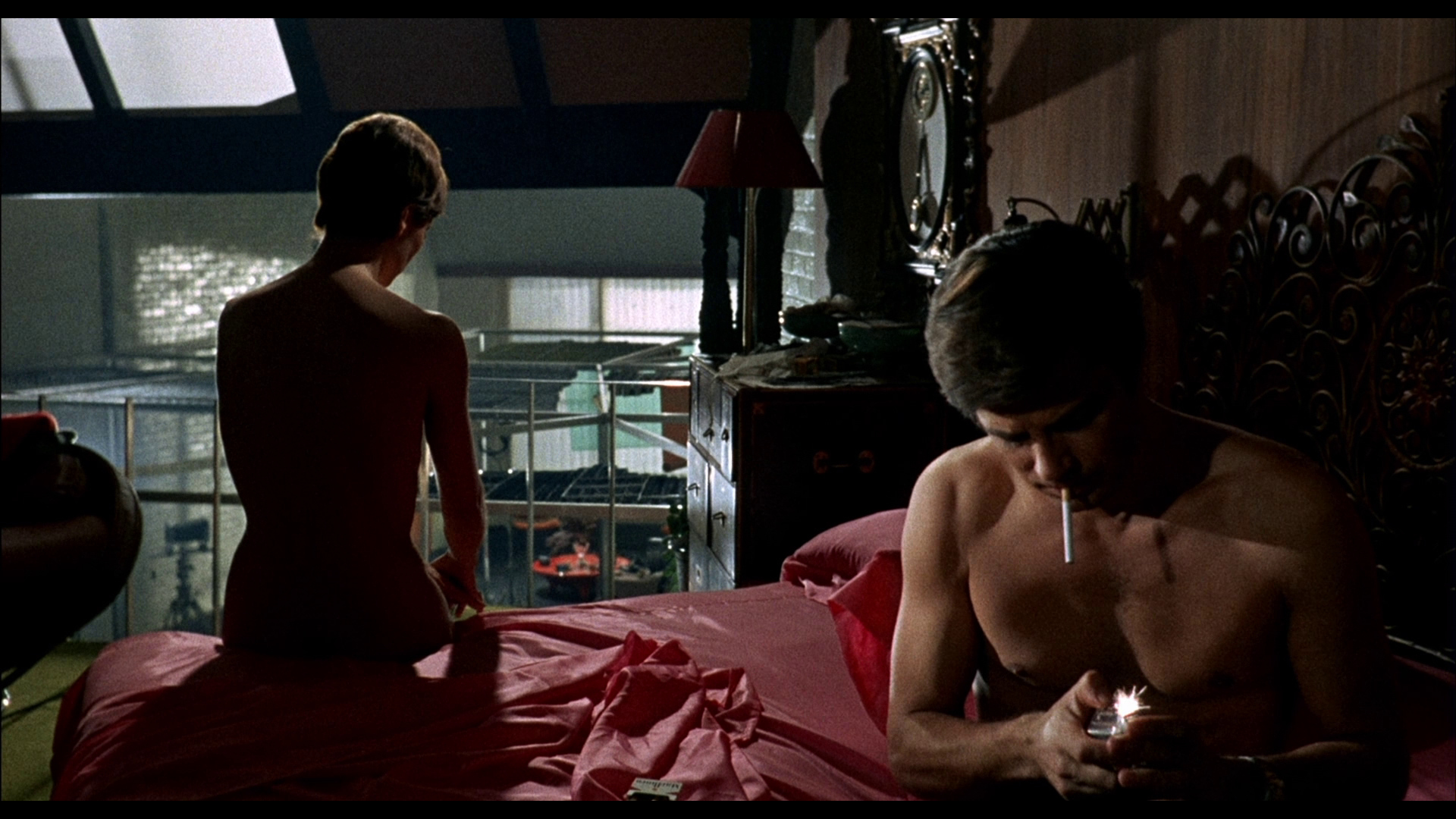
Жан Сорель і Ельза Мартінеллі у фільмі «Одна поверх іншої» (1969); еротичний трилер кінця 1960-х, що вийшов до прориву джалло.

У наступні кілька років вийшло кілька фільмів з такою же тематикою криміналу і трилера, включаючи ранні роботи режисерів Антоніо Марґеріті (Nude… si muore, 1968), Ромоло Ґуеррієрі («Солодке тіло Дебори», 1968), Умберто Ленці («Оргазм», «Така мила… Така розпусна», 1969; «Параноя», 1970), Ріккардо Фреда («Дволикий», 1969) і Лучо Фульчі («Одна поверх іншої», 1969); всі вони згодом стали важливими творчими рушіями в жанрі, що поставав. Але саме перший повнометражний фільм Даріо Ардженто 1970 року перетворив джалло на великий культурний феномен. Його стрічка «Птах з кришталевим оперенням», який відображає явний вплив «Шість жінок для вбивці», представив новий рівень стильового насилля і напруги, що допомогло перевизначити жанр. Фільм мав значні касові збори та набув широкого поширення. Його успіх викликав божевільний попит на італійські фільми зі стильними, жорстокими і сексуально провокаційними сюжетами вбивств, по суті закріпивши жанр у суспільній свідомості. Сам Ардженто зняв іще три стрічки за наступні п'ять років. 1996 року режисер Мікеле Соаві писав:

«Немає сумніву, що Маріо Бава започаткував „спаґеті-трилери“, [але] Ардженто надав їм потужного поштовху, поворотний момент, новий стиль… „нове вбрання“. Маріо постарів, а Даріо зробив це своїм власним жанром… це відбилося на жанровому кіно, яке завдяки Даріо отримало нове життя.»
Оригінальний текст (англ.)
There's no doubt that it was Mario Bava who started the 'spaghetti thrillers' [but] Argento gave them a great boost, a turning point, a new style...'new clothes'. Mario had grown old and Dario made it his own genre... this had repercussions on genre cinema, which, thanks to Dario, was given a new lease on life.

Успіх фільму «Птах з кришталевим оперенням» впровадив десятиліття, в якому вироблялося безліч джалло щорічно. У колах англомовного кінематографа термін «giallo» поступово став синонімом виразного, театрального і стилізованого візуального елемента.

## Фільмографія

### 1960-ті роки
- Дівчина, що знала надто багато (Маріо Бава, 1963; італ. La ragazza che sapeva troppo)
- Шість жінок для вбивці (Маріо Бава, 1964; італ. Sei donne per l'assassino)
- Чудовисько Лондон-Сіті (Едвін Збонек, 1964) — німецький krimi-фільм, що передував італійському стилю «giallo».
- Монстр Венеції (Діно Тавелла, 1965; італ. Il mostro di Venezia)
- Лібідо (Ернесто Ґастальді, 1965; італ. Libido)
- Жінка озера (Луїджі Баццоні і Франко Росселліні, 1965; італ. La donna del lago)
- Ночі насилля (Роберто Маурі, 1965; італ. Le notti della violenza)
- Третє око (Міно Ґуерріні, 1966; італ. Il terzo occhio)
- A… означає Асасин (Анджело Доріґо, 1966; італ. A… come Assassino)
- Лезо в тілі (Еліо Скардамалья, 1966; італ. La lama nel corpo)
- Убивство за домовленістю (Міно Ґуерріні, 1966; італ. Omicidio per appuntamento)[28]
- Убивця з шовковою хусткою (Адріан Говен, 1966; нім. Der Mörder mit dem Seidenschal), Ельга Ліне у головній ролі[29]
- Безликий вбивця (Анджело Доріґо, 1967; італ. Assassino senza volto), з Жанін Рено у головній ролі
- Засапавшись (Тінто Брасс, 1967; італ. Col cuore in gola)
- Солодке тіло Дебори (Ромоло Ґуеррієрі, 1968; італ. Il dolce corpo di Deborah)
- Смерть знесла яйце (Джуліо Квесті, 1968; італ. La morte ha fatto l'uovo)
- Тихе заміське місце (Еліо Петрі, 1968; італ. Un tranquillo posto di campagna)
- Молодий, злий і дикий (Антоніо Марґеріті, 1968; італ. Nude... si muore)
- У вбивці руки чисті (Вітторіо Сіндоні, 1968; італ. L'assassino ha le mani pulite)
- Пізніше, Клере, пізніше… (Брунелло Ронді, 1968; італ. Più tardi Claire, più tardi…), Жанін Рено у головній ролі
- Смерть не має статі (Массімо Далламано, 1968; італ. La morte non ha sesso)
- it:Yellow - Le cugine (Джанфранко Бальданелло, 1969)
- Інтеробанґ (Джул'яно Біяґетті, 1969; італ. Interrabang)
- Доволі складна дівчина (Даміяно Даміяні, 1969; італ. Una ragazza piuttosto complicata), Флорінда Болкан у головній ролі
- Така мила… Така розпусна (Умберто Ленці, 1969; італ. Così dolce...così perversa)
- Лялька сатани (Ферруччо Казапінта, 1969; італ. La bambola di Satana)
- Ненаситні жінки (Альберто Де Мартіно, 1969; італ. Femmine insaziabili)
- Одна поверх іншої (Лучо Фульчі, 1969; італ. Una sull'altra)
- Сурми апокаліпсису (Хуліо Бухс, 1969; ісп. Las trompetas del apocalipsis); Бретт Голсі і Марілу Толо в головних ролях[30]
- Дім, що кричав (Нарсісо Ібанєс Серрадор[en], 1969; ісп. La residencia)[31][32]
- Блондинка – приманка для вбивці (Гаральд Філіпп, 1969; нім. Blonde Köder für den Mörder, італ. La morte bussa due volte), також «Смерть стукає двічі»
- Дволикий (Ріккардо Фреда, 1969; італ. A doppia faccia)
- Подорож у порожнечу (Хав'єр Сето, 1969; ісп. Viaje al vacío)
- Оргазм (Умберто Ленці, 1969), випущено у США як «Параноя»

### 1970-ті роки
- Птах із кришталевим пір'ям (Даріо Ардженто, 1970; італ. L'uccello dalle piume di cristallo)
- Червона мітка божевілля (Маріо Бава, 1970; італ. Il rosso segno della follia)
- Параноя (Умберто Ленці, 1970; італ. Paranoia), випущено в США як «Тихе місце для вбивства» (англ. A Quiet Place to Kill)
- П'ять ляльок для серпневого місяця (Маріо Бава, 1970; італ. 5 bambole per la luna d'agosto)
- Смерть настала минулої ночі (Дуччо Тессарі, 1970; італ. La morte risale a ieri sera)
- Валіза для трупа (Альфонсо Брешія, 1970) або «Твоє солодке тіло для вбивства» (італ. Il tuo dolce corpo da uccidere)
- Твої руки на моєму тілі (Брунелло Ронді, 1970; італ. Le tue mani sul mio corpo)[33]
- Заборонені світлини хорошої пані (Лучано Ерколі, 1970; італ. Le foto proibite di una signora per bene)
- Заріжте відгодоване теля і запечіть його (Сальваторе Сампері, 1970; італ. Uccidete il vitello grasso e arrostitelo)
- Між складок плоті (Серджо Берґондзеллі, 1970; італ. Nelle pieghe della carne)
- Сольний концерт для пістолета (Мікеле Лупо, 1970; італ. Concerto per pistola solista)
- Чоловік із крижаними очима (Альберто Де Мартіно, 1971; італ. L'uomo dagli occhi di ghiaccio)
- Ящірка в жіночій шкурі (Лучо Фульчі, 1971; італ. Una lucertola con la pelle di donna)
- Чорний день для овна (Луїджі Баццоні, 1971; італ. Giornata nera per l'ariete)
- Бездоганне місце для вбивства (Умберто Ленці, 1971; італ. Un posto ideale per uccidere)
- Дивний порок синьйори Ворд (Серджо Мартіно, 1971; італ. Lo strano vizio della Signora Wardh)[34]
- Хвіст скорпіона (Серджо Мартіно, 1971; італ. La coda dello scorpione)
- Чорночеревий тарантул (Паоло Кавара, 1971; італ. La tarantola dal ventre nero)[34]
- Дев'ятихвостий кіт (Даріо Ардженто, 1971; італ. Il gatto a nove code)[35]
- Метелик із закривавленими крилами (Дуччо Тессарі, 1971; італ. Una farfalla con le ali insanguinate)
- Чотири сірі оксамитові мухи (Даріо Ардженто, 1971; італ. 4 mosche di velluto grigio)[35]
- …після чого вбиває самця і пожирає його (Хосе Антоніо Н'євес Конде, 1971; італ. …dopo di che, uccide il maschio e lo divora), також відоме як «Марта»
- Дублер (Ромоло Ґуеррієрі, 1971; італ. La Controfigura)[36]
- Бездоганне вбивство згідно із законом (Тоніно Річчі, 1971; італ. Un Omicidio perfetto a termine di legge)
- Ігуана з вогненним язиком (Ріккардо Фреда, 1971; італ. L'iguana dalla lingua di fuoco)
- Ланцюгова реакція (Маріо Бава, 1971; італ. Reazione a catena)
- Вони змінили обличчя (Коррадо Фаріно, 1971; італ. Hanno cambiato faccia)
- Передбачена жертва (Мауріціо Лучіді, 1971; італ. La vittima designata)
- Звір вбиває холоднокровно (Фернандо Ді Лео, 1971; італ. La bestia uccide a sangue freddo)
- На дні басейну (Еудженіо Мартін, 1971; італ. In fondo alla piscina), Керол Бейкер у головній ролі
- Диявол має сім облич (Освальдо Чівірані, 1971; італ. Il diavolo ha sette facce)
- Джек, лондонський патрач (Хосе Луїс Мадрід, 1971; ісп. Jack el destripador de Londres)
- Смерть ходить на підборах (Лучано Ерколі, 1971; італ. La morte cammina con i tacchi alti), Сьюзен Скотт у головній ролі
- Коротка ніч скляних ляльок (Альдо Ладо, 1971; італ. La corta notte delle bambole di vetro)
- Холодні очі страху (Enzo G. Castellari, 1971; італ. Gli occhi freddi della paura)
- Людина отруйніша за кобру (Бітто Альбертіні, написано Ернестом Ґастальді, 1971; італ. L'uomo più velenoso del cobra)
- Лисиця з оксамитовим хвостом (Хосе Маріа Форке, 1971; італ. La volpe dalla coda di velluto)
- Скляна стеля (Елой де ла Іглесія, 1971; ісп. El techo de cristal), у головних ролях Кармен Севілья, Петті Шепард і Емма Коен
- Дикі звірі без клітки (Хуан Логар, 1971; ісп. Fieras sin jaula), у головних ролях Розальба Нері і Емма Коен
- Ніч, коли Евелін вийшла з могили (Еміліо Міралья[it], 1971; італ. La notte che Evelyn uscì dalla tomba)
- Історія однієї зради (Хосе Антоніо Н'євес Конде, 1971; ісп. Historia de una traición)
- У пошуках насолоди (Сільвіо Амадіо, 1971; італ. Alla ricerca del piacere)
- Руда з гарячою шкірою (Ренцо Руссо, 1972; італ. La rossa dalla pelle che scotta)
- Чому ці дивні краплі крові на тілі Дженніфер? (Giuliano Carnimeo, 1972; італ. Perché quelle strane gocce di sangue sul corpo di Jennifer?)
- Качку не мучать (Лучо Фульчі, 1972; італ. Non si sevizia un paperino)
- Третя гіпотеза щодо випадку досконалої злочинної стратегії (Джузеппе Варі, 1972; італ. Terza ipotesi su un caso di perfetta strategia criminale)
- Смерть пестить опівночі (Лучано Ерколі, 1972; італ. La morte accarezza a mezzanotte)
- Дві пари з королевою (Хуліо Бухс, 1972; ісп. Doppia coppia con Regina), у головних ролях Ельга Ліне і Маріса Мелл
- Дім живих мерців (Альфонсо Балькасар, 1972; ісп. La casa de las muertas vivientes)
- Хто бачив, як вона вмирає? (Альдо Ладо, 1972; італ. Chi l'ha vista morire?)
- Мій любий вбивце (Тоніно Валерій, 1972; італ. Mio caro assassino)
- Біла сукня для Маріале (Романо Скаволіні, 1972; італ. Un bianco vestito per Marialé)[37]
- Твій порок — замкнена кімната, і лише я маю ключ (Серджо Мартіно, 1972; італ. Il tuo vizio è una stanza chiusa e solo io ne ho la chiave)
- Будинок для зустрічей (Фердінандо Меріґі, 1972; італ. Casa d'appuntamento)
- Смерть легко сходить (Леопольдо Савона, 1972; італ. La morte scende leggera)[38]
- Усмішка гієни (Сільвіо Амадіо, 1972; італ. Il sorriso della iena)
- Що ви зробили з Соланж? (Массімо Далламано, 1972; італ. Cosa avete fatto a Solange?)
- Крижаний ніж (Убмерто Ленці, 1972; італ. Il coltello di ghiaccio)
- Око в лабіринті (Маріо Каяно, 1972; італ. L'occhio nel labirinto), у головній ролі Аліда Валлі
- Коли Марта скрикнула з могили (Francisco Lara Polop, 1972; італ. Quando Marta urlò dalla tomba)
- Усі відтінки темряви (Серджо Мартіно, 1972; італ. Tutti i colori del buio)
- Вбивця телефонує (Альберто Де Мартіно, 1972; італ. L'assassino è al telefono), starring Telly Savalas
- На тропіці Раку (Едоардо Муларджа, 1972; італ. Al Tropico del Cancro)
- Кохання і смерть у саду богів[it] (Сауро Скаволіні, 1972; італ. Amore e morte nel giardino degli dei)
- Етруск знов убиває (Армандо Кріспіно, 1972; італ. L'etrusco uccide ancora)
- Викриття сексуального маніяка (Роберто Монтеро, 1972; італ. Rivelazione di un maniaco sessuale)
- Тепле марення (Ренато Полселлі, 1972; італ. Delirio caldo)
- Сім орхідей із червоними плямами (Убмерто Ленці, 1972; італ. Sette orchidee macchiate di rosso)
- Сім жовтих шовкових шалей (Серджо Пасторе, 1972; італ. Sette scialli di seta gialla)
- Оголена дівчина вбита в парку (Альфонсо Брешія, 1972; італ. Ragazza tutta nuda assassinata nel parco)
- Два обличчя страху (Туліо Демікелі, 1972; італ. I due volti della paura), у головних ролях Аніта Стріндберґ і Джордж Гілтон
- Зброя, час, спонука (Франческо Маццеї, 1972; італ. L'arma, l'ora, il movente)
- Червона дама вбиває сім разів (Еміліо Міралья[it], 1972; італ. La dama rossa uccide sette volte)
- Кішка в тічці (Нелло Россаті, 1972; італ. La gatta en calore)
- A.A.A. Гарна масажистка в наявності… (Демофіло Фідані, 1972; італ. A.A.A. Massaggiatrice bella presenza offresi…)
- Танцювальні рухи на лезі бритви (Мауріціо Прадо, 1973; італ. Passi di danza su una lama di rasoio)
- На тілах помітно сліди зґвалтування (Серджо Мартіно, 1973; італ. I corpi presentano tracce di violenza carnale)
- Квітка зі сталевими пелюстками (Джанфранко Піччолі, 1973; італ. Il fiore dai petali d'acciaio), у головній ролі Керол Бейкер
- Смерть у котячих очах (Антоніо Марґеріті, 1973; італ. La morte negli occhi del gatto)
- Газон заплямований червоним (Ріккардо Ґіоне, 1973; італ. Il prato macchiato di rosso)
- Секс відьми (Анджело Панначчо, 1973; італ. Il sesso della strega), у головній ролі Камілла Кітон
- Дні кохання на вістрі леза (Джузеппе Пеллеґріні, 1973; італ. Giorni d'amore sul filo di una lama)
- Злочини Петіо (Хосе Луїс Мадрід, 1973; ісп. Los crímenes de Petiot)
- Смерть усміхнулася вбивці (Джо Д'Амато, 1973; італ. La morte ha sorriso all'assassino)
- Ніхто не чув крику (Елой де ла Іглесія, 1973; ісп. Nadie oyó gritar), у головній ролі Кармен Севілья
- У Венеції… приголомшливо червоний грудень (Ніколас Роґ, 1973; італ. A Venezia... un Dicembre rosso shocking)[39]
- Парфуми синьйори в чорному[it] (Франческо Баріллі, 1974; італ. Il profumo della signora in nero)
- Злочин за авторським правом (Маріо Сабатіні, 1974; італ. Delitto d'autore), у головних ролях Сільвія Кошчіна і Луїджі Пістіллі
- Сині очі зламаної ляльки (Карлос Ауред, 1974; ісп. Los ojos azules de la muñeca rota)
- П'ять жінок для вбивці (Стельвіо Массі, 1974; італ. Cinque donne per l'assassino)
- Спазм (Умберто Ленці, 1974; італ. Spasmo)
- Чоловік без пам'яті (Дуччо Тессарі, 1974; італ. L'uomo senza memoria)
- Дім страху (Вільям Роуз, 1974, італ. La casa della paura)
- Убивця зарезервував дев'ять крісел (Джузеппе Беннаті, 1974; італ. L'assassino ha riservato nove poltrone)
- Поліція кличе на допомогу (Массімо Далламано, 1974; італ. La polizia chiede aiuto)
- Клац… ти вмер (Маріо Мороні, 1974; італ. Ciak… si muore)
- Вбивця — серед тринадцяти (Хав'єр Агірре Фернандес, 1974; ісп. El asesino está entre los trece)
- Смерть кличе о десятій (Хуан Бош, 1974; ісп. La Muerte llama a las diez)
- Тисяча очей вбивці (Хуан Бош, 1974; ісп. Los mil ojos del asesino)
- Рибка із золотими очима (Педро Луїс Рамірес, 1974, ісп. El pez del los ojos de oro)
- Молода дружина (Джованні Д'Ерамо[de], 1974; італ. La moglie giovane)
- Руді коти в скляному лабіринті (Умберто Ленці, 1975; італ. Gatti rossi in un labirinto di vetro)
- Сонячні плями (Армандо Кріспіно, 1975; італ. Macchie solari)
- Вбивця змушений вбивати знову (Луїджі Коцці, 1975; італ. L'assassino è costretto ad uccidere ancora), також «Павук» (італ. Il Ragno)
- Еротичні ігри хорошої сім'ї (Франческо Дельї Еспіноса, 1975; італ. Giochi erotici di una famiglia per bene), у головній ролі Еріка Бланк
- Всі крики тиші (Рамон Барко, 1975, ісп. Todo los gritos del silencio)
- Бабка для кожного трупа (Леон Клімовскі, 1975; ісп. Una libélula para cada muerto)
- Шкіра під кігтями (Алессандро Сантіні, 1975; італ. La pelle sotto gli artigli), у головній ролі Ґордон Мітчелл
- Сліди (Луїджі Баццоні, 1975; італ. Le orme)
- Насичено-червоний (Даріо Ардженто, 1975; італ. Profondo rosso)[35]
- Оголені для вбивці (Андреа Б'янкі, 1975; італ. Nude per l'assassino)
- Убивця не сам (Хесус Гарсія де Дуенас, 1975; ісп. El asesino no está solo), у головній ролі Марія Ром
- У пороку чорні шкарпетки (Тано Чімароза, 1975; італ. Il vizio ha le calze nere)
- Підозріла смерть неповнолітньої (Серджо Мартіно, 1975; італ. Morte sospetta di una minorenne)
- П'явка веде танок (Альфредо Ріццо, 1975; італ. La sanguisuga conduce la danza)
- Усім патрулям повідомляється… (Маріо Каяно, 1975; італ. …a tutte le auto della polizia)
- Знімок злочину (Маріо Імперолі, 1975; італ. Istantanea per un delitto)
- Поліція блукає в темряві (Елія Коломбо, 1975; італ. La polizia brancola nel buio)
- Будинок з вікнами, що сміються (Пупі Аваті, 1976; італ. La casa dalle finestre che ridono)
- І багато страху (Паоло Каваро, 1976; італ. E tanta paura)
- Смерть навколо Моніки (Рамон Фернандес, 1976; ісп. La Muerte Ronda a Mónica)
- Сліди смерті, загублені у темряві (Мауріціо Прадо, 1977; італ. Passi di morte perduti nel buio)
- Хворі пороки гувернантки (Філіппо Вальтер Ратті, 1977; італ. I vizi morbosi di una governante)
- Сім нот у темряві (Лучо Фульчі, 1977; італ. Sette note in nero)
- Дівчина в жовтій піжамі (Флавіо Моґеріні, 1977; італ. La ragazza dal pigiama giallo)
- Кіт з нефритовими очима (Антоніо Бідо, 1977; італ. Il gatto dagli occhi di giada)
- Око за стіною (Джуліяно Петреллі, 1977; італ. L'occhio dietro la parete), у головній ролі Джон Філіп Лоу
- Дев'ять гостей для злочину (Фердінандо Бальді, 1977; італ. 9 ospiti per un delitto)
- Суспірія (Даріо Ардженто, 1977; італ. Suspiria)
- Гостиниця «Страх» (Франческо Баріллі, 1978; італ. Pensione Paura)
- Сестра Урсули (Енцо Міліоні, 1978; італ. La sorella di Ursula)
- Червона енігма (Альберто Неґрін, 1978; італ. Enigma rosso)
- Тільки чорний (Антоніо Бідо, 1978; італ. Solamente nero)
- Аморальність (Массімо Піррі, 1978; італ. L'immoralità)
- Розслідування досконалого злочину (Джузеппе Розаті, 1978; італ. Indagine su un delitto perfetto), у головних ролях Джозеф Коттен і Пол Мюллер
- Смертельне зґвалтування (Леон Клімовскі, 1978; ісп. Violacion Fatal), у головній ролі Антоніо Маянс
- Розслідування по-неаполітанськи (Серджо Корбуччі, 1979; італ. Giallo napoletano)[40]
- Черниця-вбивця (Джуліо Берутті, 1979; італ. Suir omicidi)
- Квіти пороку (Сільвіо Наріццано, 1979; ісп. Las Flores del Vicio), у головній ролі Керол Бейкер
- Розслідування по-венеційськи (Маріо Ланді, 1979; італ. Giallo a Venezia)
- Play Motel (Маріо Ґаріяццо, 1979)

### 1980-ті роки
- Таємниця проклятого дому (Джанні Мартуччі, 1980; італ. Il mistero della casa maledetta)
- Вбивчий розгул (Ріккардо Фреда, 1981; італ. Follia omicida)[41]
- Пекло (Даріо Ардженто, 1980; італ. Inferno)[42]
- Острів мартина (Несторе Унґаро, 1981; італ. L'isola del gabbiano) this was the feature version edited from a 1981 TV miniseries called Seagull Island; a British/Italian co-production
- Божевільня (Овідіо Ассонітіс, 1981; англ. Madhouse, також There Was a Little Girl)
- Кошмари хворого мозку (Романо Скаволіні, 1981; англ. Nightmares in a Damaged Brain)
- Темрява (Даріо Ардженто, 1982; італ. Tenebrae)[35]
- Убивство на етруському кладовищі (Серджо Мартіно, 1982; італ. Assassinio al cimitero etrusco)
- Нью-Йоркський патрач (Лучо Фульчі, 1982; італ. Lo squartatore di New York)
- Плотський злочин (Чезаре Канавері, 1982; італ. Delitto Carnale); існує також жорстка версія для дорослих[43]
- Будинок зі сходами у темряві (Ламберто Бава, 1983; італ. La casa con la scala nel buio)
- Кривавий слід (Альберто Де Мартіно, 1983; англ. Blood Link, нім. Blutspur)
- Дім жовтого килима (Карло Ліццані, 1983; італ. La casa del tappeto giallo)
- Murder Rock (Лучо Фульчі, 1984; італ. Murderock – uccide a passo di danza)
- Занадто гарні, щоб померти або Нічого під сукнею (Карло Ванціна, 1985; італ. Sotto il vestito niente)
- «7 Гайд-парк — Проклятий будинок» (Альберто Де Мартіно, 1985; італ. 7 Hyden Park – La casa maledetta)
- Феномен (Даріо Ардженто, 1985)
- Чорний восьминіг (Марта Регера, 1985; ісп. Pulpo Negro) made for Argentinian TV[44]
- Дім блакитних тіней (Беппе Чіно, 1986; італ. La casa del buon ritorno, нім. Das Haus der Blauen Schatten)
- Убивця досі з нами (Камілло Теті, 1986; італ. L'assassino è ancora tra noi)
- Ти помреш опівночі (Ламберто Бава, 1986; італ. Morirai a mezzanotte)
- Монстр Флоренції (Чезаре Ферраріо, 1986; італ. Il mostro di Firenze)
- Табір жаху (Руджеро Деодато, 1986; італ. Camping Del Terrore) або Відлік тіл (англ. Body Count)
- Злочини (Джованна Ленці, 1986; італ. Delitti)
- Цукерки від незнайомця (Франко Ферріні, 1987; італ. Caramelle da uno sconosciuto)
- Маячення (Мікеле Соаві, 1987; італ. Deliria)
- Світлини Джої (Ламберто Бава, 1987; італ. Le foto di Gioia)
- Опера (Даріо Ардженто, 1987; італ. Opera), також «Жах в опері» (англ. Terror at the Opera)[35]
- Привид смерті або Рідкісний злочин (Руджеро Деодато, 1988; італ. Un delitto poco comune)
- Занадто гарні, щоб померти 2 або Нічого під сукнею 2 (Даріо П'яна, 1988; італ. Sotto il vestito niente 2)
- Загроза кохання (Руджеро Деодато, 1988; італ. Minaccia d'amore)
- Злочини і парфуми (Вітторіо Де Сісті, 1988; італ. Delitti e profumi)
- Патос: Присмак страху (Піччо Раффаніні, 1988; італ. Pathos: Un sapore di paura)
- Не бійся тітки Марти (Маріо Б'янкі, Лучо Фульчі, 1988; італ. Non aver paura della zia Marta)
- Різанина (Андреа Б'янкі, 1989; італ. Massacre)
- Кошмарний пляж (Умберто Ленці, 1989; англ. Nightmare Beach)
- Диявольські жінки (Луїджі Руссо, 1989; італ. Le Diaboliche)
- Dark Bar (Стеліо Фіоренца, 1989), у головній ролі Барбара Купісті
- Арабелла, чорний янгол (Стельвіо Массі, 1989; англ. Arabella, the Black Angel)
- Американська рикша (Серджо Мартіно, 1989; англ. American Rickshaw), у головній ролі Дональд Плезенс
- Смерть — у моді (Бруно Ґабурро, 1989; італ. La morte è di moda)

### 1990-ті роки
- Убивство у синьому світлі (Альфонсо Брешія, 1991; італ. Omicidio a luci blu), у головній ролі Девід Гесс
- Головоломка з тіл (Ламберто Бава, 1992; італ. Misteria, англ. Body Puzzle), у головних ролях Йоанна Пакула та Еріка Бланк
- Коло страху (Альдо Ладо Lado, 1992; англ. Circle of Fear), у головній ролі Берт Янґ
- Травма (Даріо Ардженто, 1993; італ. Trauma)
- Смертельний вихор (Руджеро Деодато, 1993; італ. Vortice Mortale), знято в Угорщині
- Небезпечне тяжіння (Бруно Маттеї, 1993; англ. Dangerous Attraction), у головній ролі Девід Варбек
- Очі всередині (Бруно Маттеї, 1993; італ. Gli occhi dentro)[45]
- Убивство по телефону (Бруно Маттеї, 1994; італ. Omicidio al Telefono)[46]
- Дивна історія Ольги О. (Антоніо Боніфачо, 1995; італ. La strana storia di Olga O), сценарист Ернесто Ґастальді, у головній ролі Флорінда Болкан
- Вбивця — той, що в жовтих черевиках (Філіппо Отоні, 1995; італ. L'assassino è quello con le scarpe gialle)
- Синдром Стендаля (Даріо Ардженто, 1996; італ. La sindrome di Stendhal)
- Дім, де жила Корін (Мауріціо Лучіді, 1996; італ. La casa dove abitava Corinne)
- Екран-убивця (Аль Феста, 1996; італ. Fatal frames: Fotogrammi mortali), у головних ролях Девід Ворбек, Дональд Плезенс і Ліннея Квіґлі
- Віскова маска (Серджо Стівалетті, 1997; італ. M.D.C. – Maschera di cera)
- Мілонґа (Емідіо Ґреко, 1999; італ. Milonga)

### 2000-ні роки
- Без сну (Даріо Ардженто, 2001; італ. Non ho sonno)
- Червона шапочка (Джакомо Чіміні, 2003; італ. Cappuccetto Rosso)
- Погані схильності (П'єрфранческо Кампанелла, 2003: італ. Cattive inclinazioni)
- Гравець або Гравець в карти (Даріо Ардженто, 2004; італ. Il cartaio)
- Кришталеві очі (Ерос Пульєллі, 2004; італ. Occhi di cristallo)
- Сироватка марнославства (Алекс Інфаскеллі, 2004; італ. Il siero della vanità)
- Тобі подобається Гічкок? (Даріо Ардженто, 2005; італ. Ti piace Hitchcock?)
- Джалло (Даріо Ардженто, 2009; італ. Giallo)

### 2010-ті роки
- Немов лялечка (Луїджі Пасторе, 2010; італ. Come una crisalide)
- Нічого під сукнею — Останній показ (Карло Ванціна, 2011; італ. Sotto il vestito niente – L'ultima sfilata)
- Глибокий сон (Лучано Онетті, 2013; італ. Sonno profondo)
- Франческа (Лучано Онетті, 2015; італ. Francesca)
- Абракадабра (Лучано Онетті, 2018; італ. Abrakadabra)

### 2020-ті роки
- Чорні окуляри (Даріо Ардженто, 2022; італ. Occhiali Neri)

## Значимі для жанру особистості
Джерела:

### Режисери
- Сільвіо Амадіо[en]
- Даріо Ардженто
- Ламберто Бава[en]
- Маріо Бава
- Франческо Баріллі[en]
- Луїджі Баццоні[en]
- Серджо Берґондзеллі[en]
- Ромоло Ґуеррієрі[en]
- Массімо Далламано[en]
- Альберто Де Мартіно[en]
- Руджеро Деодато[en]
- Лучано Ерколі[en]
- Паоло Кавара
- Джуліяно Карнімео[en]
- Армандо Кріспіно[en]
- Альдо Ладо[en]
- Умберто Ленці[en]
- Мікеле Лупо[en]
- Антоніо Марґеріті[en]
- Серджо Мартіно[en]
- Еміліо Міралья[it]
- Брунелло Ронді[en]
- Сальваторе Сампері
- Дуччо Тессарі[en]
- Ріккардо Фреда
- Лучо Фульчі

### Сценаристи
- Енніо де Кончіні
- Серджо Донаті[en]
- Ернесто Ґастальді[en]
- Міно Ґуерріні[en]
- Сандро Контіненца[en]
- Серджо Корбуччі

### Актори й акторки
- Сімон Андреу[en]
- Ева Аулін[en]
- Ева Барток[en]
- Барбара Бах
- Керрол Бейкер
- Аґостіна Беллі
- Фемі Бенуссі
- Гельмут Берґер
- Еріка Бланк[en]
- Флорінда Болкан[en]
- Барбара Буше
- Девід Геммінґс[en]
- Джордж Гілтон[en]
- Бретт Голзі[en]
- Роберт Гоффманн[en]
- Крістіна Ґальбо[en]
- Іда Ґаллі[en]
- Фарлі Ґрейнджер[en]
- Оркідея де Сантіс
- Джанкарло Джанніні
- Аніта Екберг
- Аннабелла Інконтрера
- П'єр Паоло Каппоні[en]
- Сьюзі Кендалл[en]
- Сільвія Кошчіна
- Рей Лавлок[en]
- Даґмар Лассандер[en]
- Філіп Леруа-Больє[en]
- Ельга Ліне[en]
- Беба Лончар
- Маріна Мальфатті
- Леонард Манн[en]
- Маріса Мелл
- Люк Меренда[en]
- Маша Меріль
- Томас Міліан[en]
- Камерон Мітчелл[en]
- Сільвія Монті[en]
- Тоні Мусанте[en]
- Пол Наскі[en]
- Ньєвес Наварро
- Розальба Нері
- Франко Неро
- Дарія Ніколоді
- Клодін Оже[en]
- Лучана Палуцці
- Ірині Паппа
- Луїджі Пістіллі[en]
- Іван Рассімов[en]
- Фернандо Рей
- Жорж Ріґо[en]
- Джон Річардсон
- Летічіа Роман
- Ренато Россіні[en]
- Джон Саксон
- Жан Сорель
- Ентоні Стеффен[en]
- Аніта Стріндберґ[en]
- Фабіо Тесті
- Ґабрієле Тінті[en]
- Марілу Толо
- Сільвано Транквіллі[en]
- Едоардо Фаярдо[en]
- Розелла Фальк
- Мімзі Фармер
- Едвіж Фенек
- Джеймс Франсіскус[en]
- Адольфо Челі[en]
- Джон Штайнер[en]
- Ерна Шурер[en]

### Композитори
- Піно Донаджо[en]
- Джорджо Ґазліні[en]
- Стельвіо Кіпріяні[en]
- Енніо Морріконе
- Бруно Ніколаі[en]
- Нора Орланді[en]
- Ріц Ортолані
- Берто Пізано[en]
- П'єро Піччоні
- Карло Савіна[en]
- Клаудіо Сімонетті[en]
- Армандо Тровайолі
- П'єро Умільяні
- Джанні Ферріо[en]
- Goblin[en]